# Domony
Domony község Pest vármegyében, az Aszódi járásban.

## Fekvése
A község Budapesttől keletre, az M3-as autópálya mentén helyezkedik el Aszód és Iklad szomszédságában, a Galga-patak völgyének nyugati oldalán. A Közép-Magyarországi régió, azon belül az aszódi járás része.
Különálló településrésze a déli határszéle közelében kialakult, dinamikusan fejlődő Domonyvölgy.

### Megközelítése
Közúton csak egy öt számjegyű úton, a 21 115-ös számú mellékúton érhető el, Bag felől a 3-as főútról, vagy Iklad felől a 2108-as útról letérve.
Az ország távolabbi részei felől a két leginkább kézenfekvő közúti megközelítési útvonala az M3-as autópálya, illetve a 3-as főút. A sztrádáról a 39-es kilométerszelvénynél található Bag–Tura–Aszód-csomópontnál lehajtva közelíthető meg, a 3-as főútról pedig a bagi körforgalomban leágazva.
Domonyvölgy közvetlenül a 3-as főút mellett helyezkedik el, így arról letérve érhető el (a központtal közvetlen közúti kapcsolata nincs is).
A hazai vasútvonalak közül a MÁV 77-es számú Aszód–Vácrátót-vasútvonala és a 78-as számú Aszód–Balassagyarmat–Ipolytarnóc-vasútvonala érinti, melyek közös szakasza az északi külterületei között húzódik. Domony határai között ugyan nincs megállójuk, de az Iklad-Domony megállóhely a központjától alig egy kilométerre található, a két községet összekötő út vasúti keresztezése közelében, az abból kiágazó 21 318-as számú mellékút végpontjánál. A vasútnak emellett van még egy Iklad-Domony felső nevet viselő megállója is, de ennek neve megtévesztő, mert Domonytól távol esik, Iklad belterületének nyugati szélén, és nem is érhető el Domony felől. Mindkét megállóhely a vonal állomásainak viszonylatában Aszód vasútállomás és Galgamácsa vasútállomás között található.

## Története
Domony Árpád-kori település. Nevét 1284-ben említette először oklevél, mint a mai Iklad felől fekvő Tas határosát. Birtokosa ekkor Hyden fia Csépán volt.
Területén egykor Árpád-kori földvár állt.
1378-ban Domonyi Péter fia Miklós birtoka volt.
1406-ban a falut Zsigmond király Egervári Mihálynak és Radványi Lukácsnak adományozta.
1430–1446 között Damony néven szerepelt az oklevelekben.
A 16. század első feléig a Domonyi-család birtokolta.
A török hódoltság idején, a tizenöt éves háborúban elpusztult.
1695–96-ban telepítettek ide evangélikus szlovákokat és ekkor költöztek be újra katolikus magyarok is.
1754-ben a vármegyei nemesi összeírás adatai szerint az Adonyiak, Platthy László, Radvánszky Mária Ágnes, Kandó József és János, továbbá Ónody Jakab és Gellérth Gábor voltak Domony birtokosai, de kívülük még Szemere Pálnak is volt itt birtoka a neje révén.
A 19. század elején Ónody Zsigmond és Bernáth György, valamint a Kandó, Mátyus és a Perger családok birtoka volt és a 19. század első felében a gödöllői uradalomhoz tartozott.
A 20. század elején Domony Ödön, Segesváry Ödön és László Zsigmond voltak itt nagyobb birtokosok. Domony Ödöné lett az az egykor Kandó József által építtetett kúria is, amit ezután ő alakíttatott át. Segesváry Ödön kúriáját Ónody Zsigmond építtette 1796-ban, László Zsigmondét pedig a Mártonffy család. Itt van Both Menyhért úrilaka is, mely azelőtt Somssich Pálé volt.
A tagosítást 1854-ben fejezték be.
1910-ben 1296 lakosából 1155 magyar, 132 szlovák volt. Ebből 671 evangélikus, 542 római katolikus, 43 református volt.
A 20. század elején Pest-Pilis-Solt-Kiskun vármegye Aszódi járásához tartozott.

## Közélete

### Polgármesterei
- 1990–1994: Kopjás Györgyné (független)[6]
- 1994–1998: Kopjás Györgyné (független)[7]
- 1998–2002: Kopjás Györgyné (független)[8]
- 2002–2006: Pauló Pál Pék (MSZP–SZDSZ)[9]
- 2006–2010: Tantó Csaba (független)[10]
- 2010–2014: Tantó Csaba (független)[11]
- 2014–2016: Tantó Csaba (független)[12]
- 2017–2019: Tantó Viktor (független)[13]
- 2019–2024: László Milán (független)[14]
- 2024– : László Milán (Fidesz–KDNP)[1]

A településen a 2002-es polgármester-választás győztes jelöltjének azért kellett a neve mellett megkülönböztető jelzésként a Pék szót [minden bizonnyal a foglalkozását] feltüntetnie, hogy biztosan el lehessen különíteni egy teljesen azonos nevű másik jelölttől, aki ugyanazon a választáson az egyéni listás képviselőségért indult, sőt mandátumot is szerzett; utóbbi a Menotti megkülönböztető utótagot kérte feltüntetni a neve mellett. Mindketten indultak a következő, 2006-os választáson is, ahol ezúttal is mandátumot szereztek (már mindketten csak egyéni listás képviselőként), de a korábbi polgármester ebben az évben melléknév nélkül szerepelt a választási dokumentumokban, ellenfele pedig Pauló Pál Menotti névvel.
A településen 2017. február 26-án időközi polgármester-választást tartottak, az előző polgármester halála miatt.

## Népesség
A település népességének változása:
| Lakosok száma | 2159 | 2146 | 2108 | 2217 | 2269 | 2181 | 2212 |
|               | 2013 | 2014 | 2018 | 2021 | 2022 | 2023 | 2024 |

A 2011-es népszámlálás során a lakosok 78,1%-a magyarnak, 6,6% cigánynak, 0,6% németnek mondta magát (21,6% nem nyilatkozott; a kettős identitások miatt a végösszeg nagyobb lehet 100%-nál). A vallási megoszlás a következő volt: evangélikus 30,2%, római katolikus 27,2%, református 3%, görögkatolikus 0,2%, izraelita 0,2%, felekezeten kívüli 8,5% (29,3% nem nyilatkozott).
2022-ben a lakosság 90,2%-a vallotta magát magyarnak, 2,8% cigánynak, 0,9% németnek, 0,3% szlováknak, 0,2% horvátnak, 0,1% románnak, 2,4% egyéb, nem hazai nemzetiségűnek (9,7% nem nyilatkozott; a kettős identitások miatt a végösszeg nagyobb lehet 100%-nál). Vallásuk szerint 24,4% volt evangélikus, 20,2% római katolikus, 3,6% református, 0,4% görög katolikus, 0,1% ortodox, 1,9% egyéb keresztény, 1,5% egyéb katolikus, 11,4% felekezeten kívüli (36,3% nem válaszolt).

## Nevezetességek

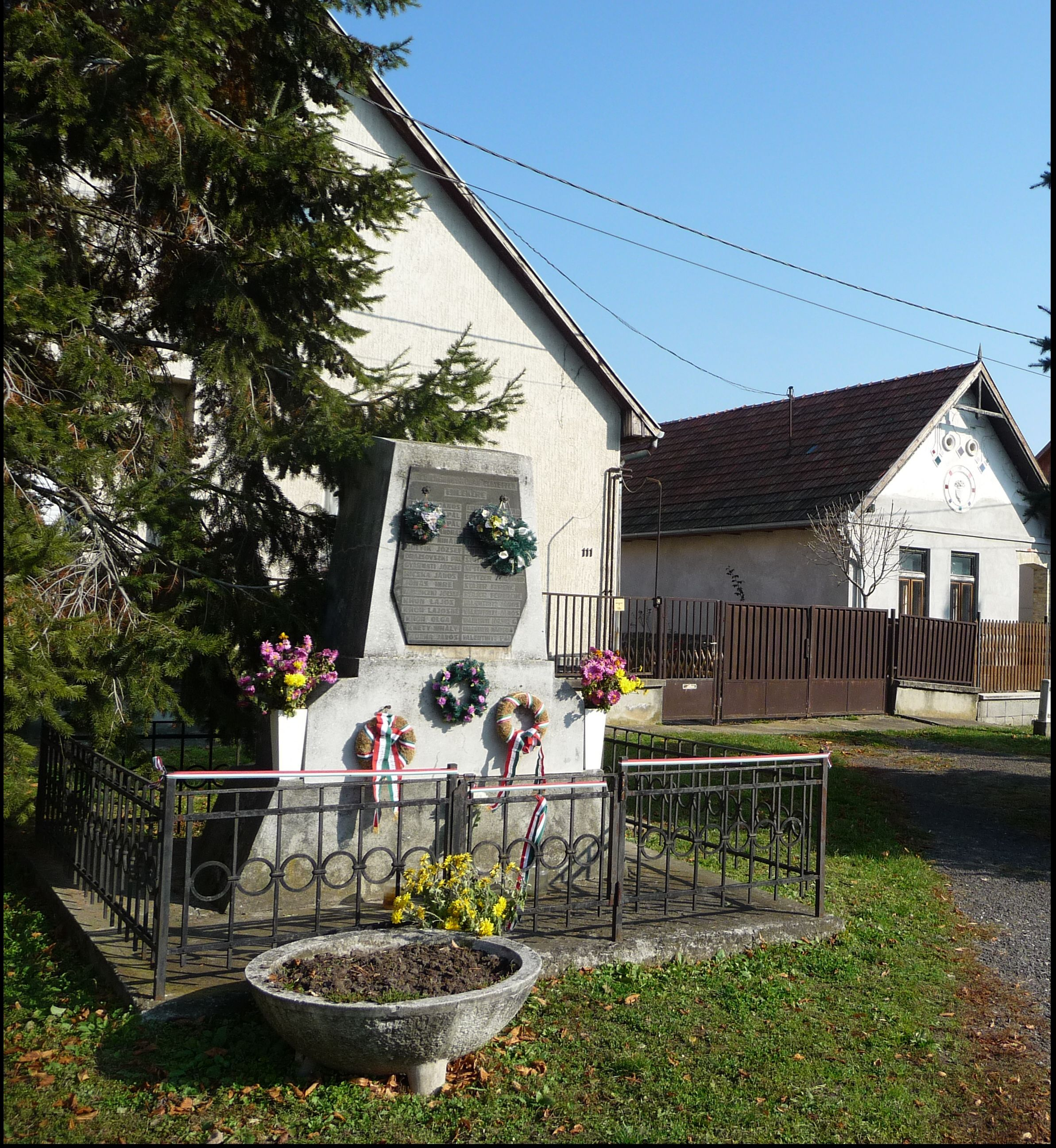
Második világháborús emlékmű

- Evangélikus temploma kereszt alakú, a falu főutcáját szinte eltorlaszolja. Az 1777-ben felszentelt templomhoz csak 1810-ben építettek tornyot, majd ezt 1848-ban magasították. Az oltárképen Raffaello: Krisztus színeváltozása című alkotásának másolata látható. Az angyalszobrokkal díszített szószék késő barokk.
- A katolikus templomot az egykori Fischer-féle magraktárból alakították ki 1955-ben, majd Jézus Szíve tiszteletére szentelték fel.
- Az 1820-ban épített, klasszicista stílusú Domonyi-kúria ma szociális otthon
- az 1830 körül emelt Both-Baghy-kúria jelenleg a polgármesteri hivatalnak ad helyet
- Az Ónody-kúria 18. század végi, késő barokk épületében ma önkormányzati lakások vannak
- A második világháborús emlékmű a Fő utcán

## Híres szülöttei, lakói

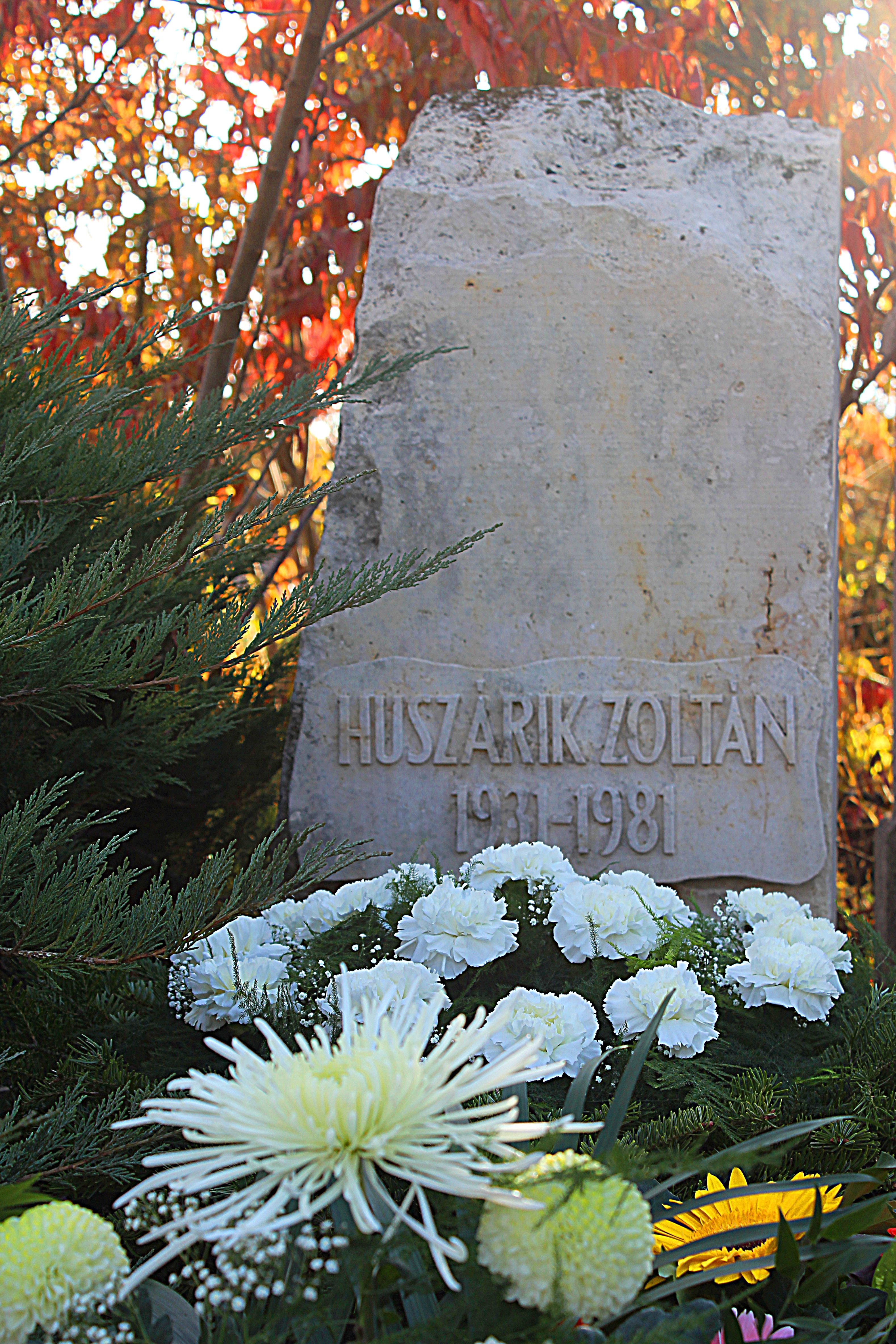
Huszárik Zoltán síremléke

- Emléktemető Petrovics Tamás, Petőfi Sándor nagyapjának síremlékével.

Aszódi házasságkötésük után egy ideig itt éltek Petőfi szülei. A költő kiskőrösi szülőházában látható egy utazóláda, melyen a következő olvasható: Stephanus Petrovits, domonyi székálló legény.
- Koren István botanikus és tanár 1805. december 5-én itt született. Ő volt Petőfi Sándor aszódi diákéveinek szigorú, de tisztelt és szeretett mestere, a gimnázium akkori igazgatója

- Huszárik Zoltán (1931–1981) a magyar és az egyetemes filmművészet óriása, a „hetedik művészet” poétája, a Krúdy Gyula novelláiból celluloidra álmodott Szindbád c. film alkotója, posztumusz Kossuth-díjas filmrendező és grafikus itt született. Sírja a település evangélikus temetőjében található. A művelődési ház 2013 októberében felvette nevét és egy bronz mellszobrot helyeztek el az épület előtt, Monori Sebestyén alkotását.[20]

## Képek

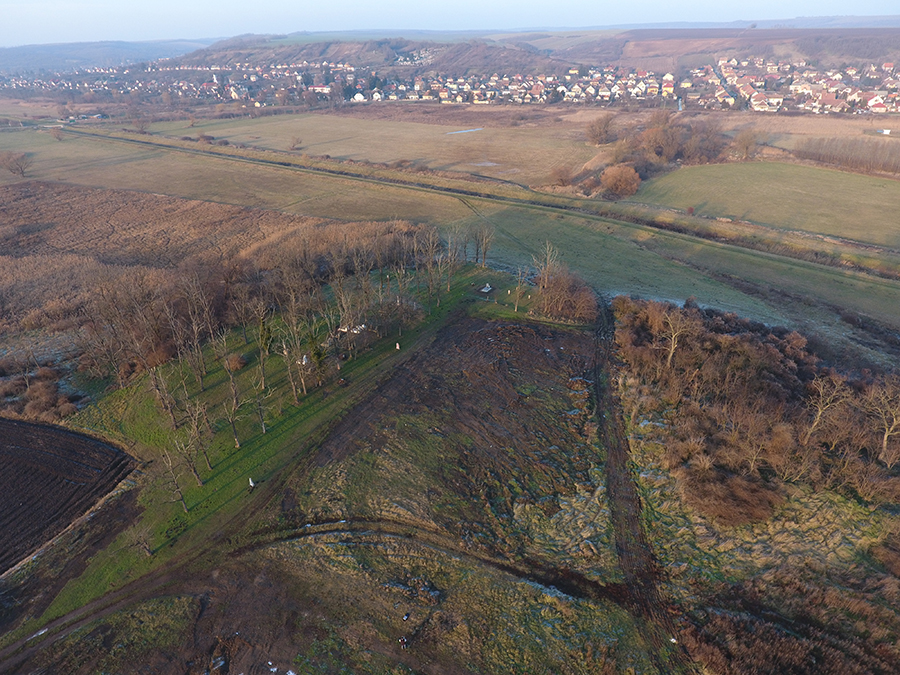
Temetődomb – várhely légi fotón
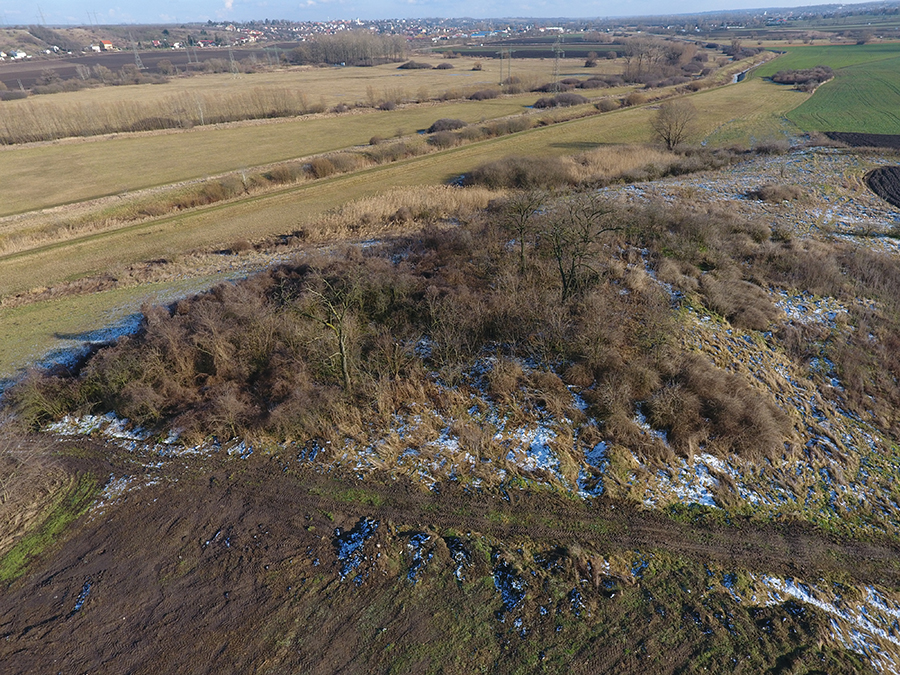
Földvár légi fotón
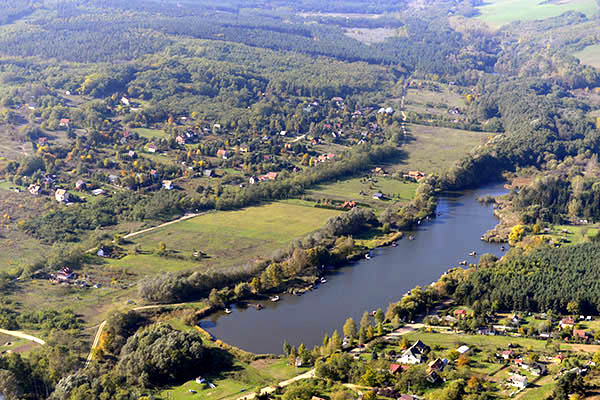
Domonyvölgyi-tó
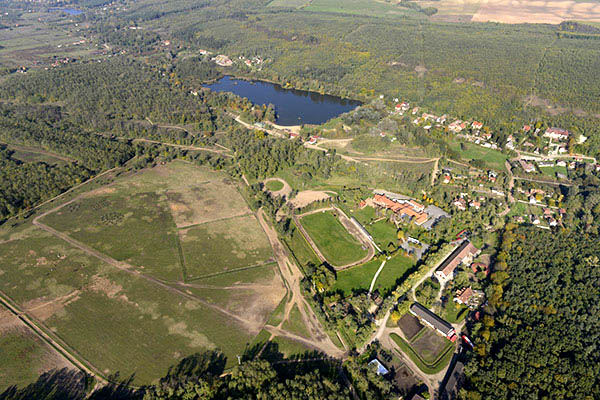
Domonyvölgy
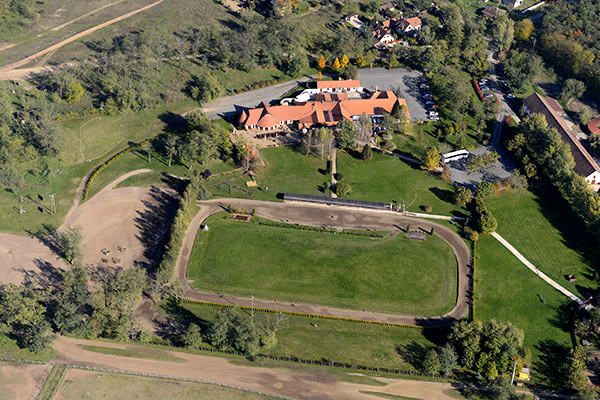
Légi felvétel Domonyvölgyről
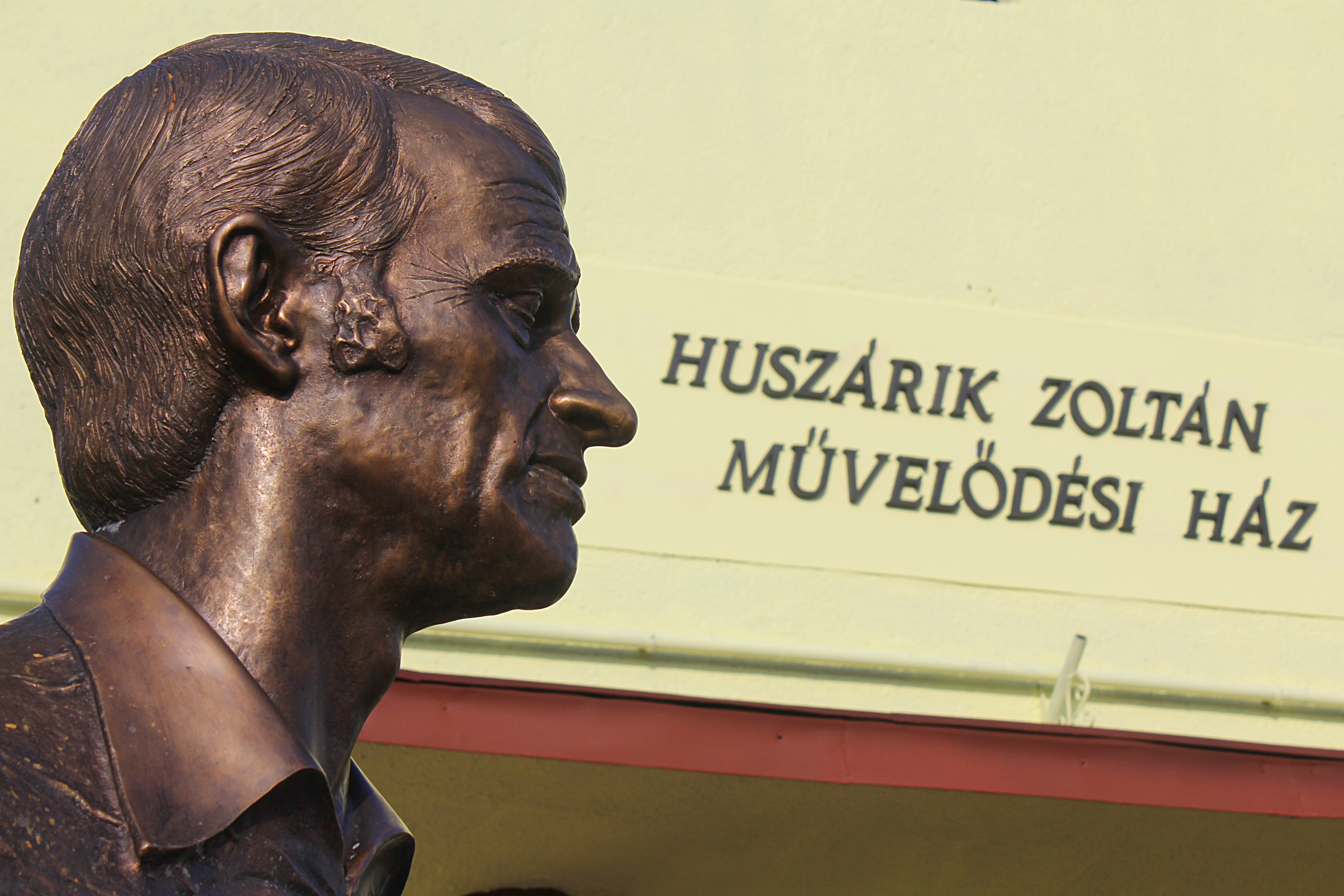
Huszárik Zoltán bronz szobra